# Cryptops rucneri
Cryptops rucneri är en mångfotingart som beskrevs av Matic 1967. Cryptops rucneri ingår i släktet Cryptops och familjen Cryptopidae.
Artens utbredningsområde är:
- Albanien.
- Österrike.
- Italien.
- Kroatien.

Inga underarter finns listade i Catalogue of Life.